# Nodosaurus
Nodosaurus är en släkte av dinosaurier växtätare ankylosaurier från äldre kritaperioden för omkring 95 milj. i det som idag är Nordamerika. 
Är känd från ett enda fossilt exemplar bestående av Wyoming några få bitar av en skalle; en bit av en underkäkshalva. Nodosaurus överkäken och Othniel Charles Marsh är 1889.